# Högskoleprovet

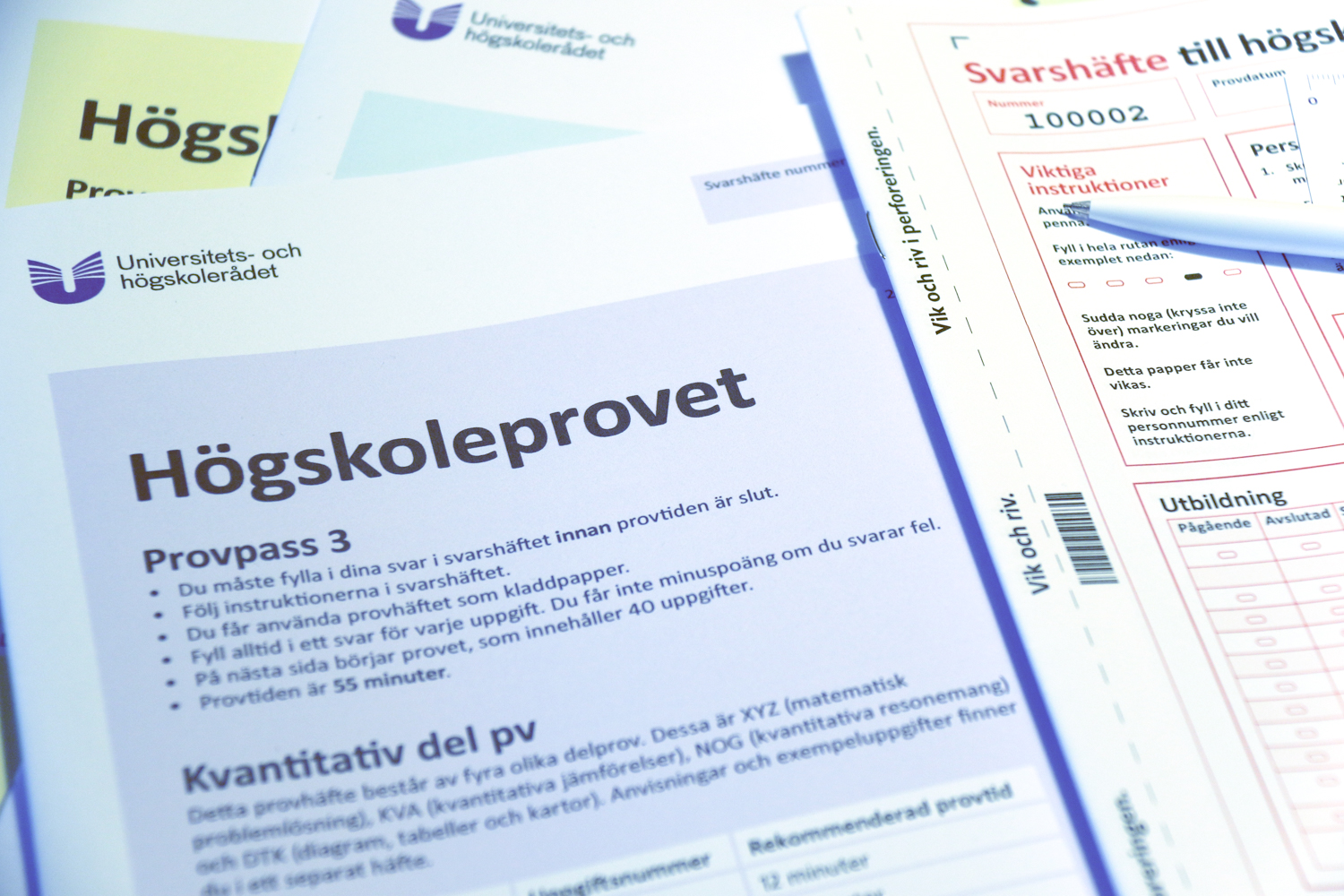
Högskoleprovets frågeformulär.

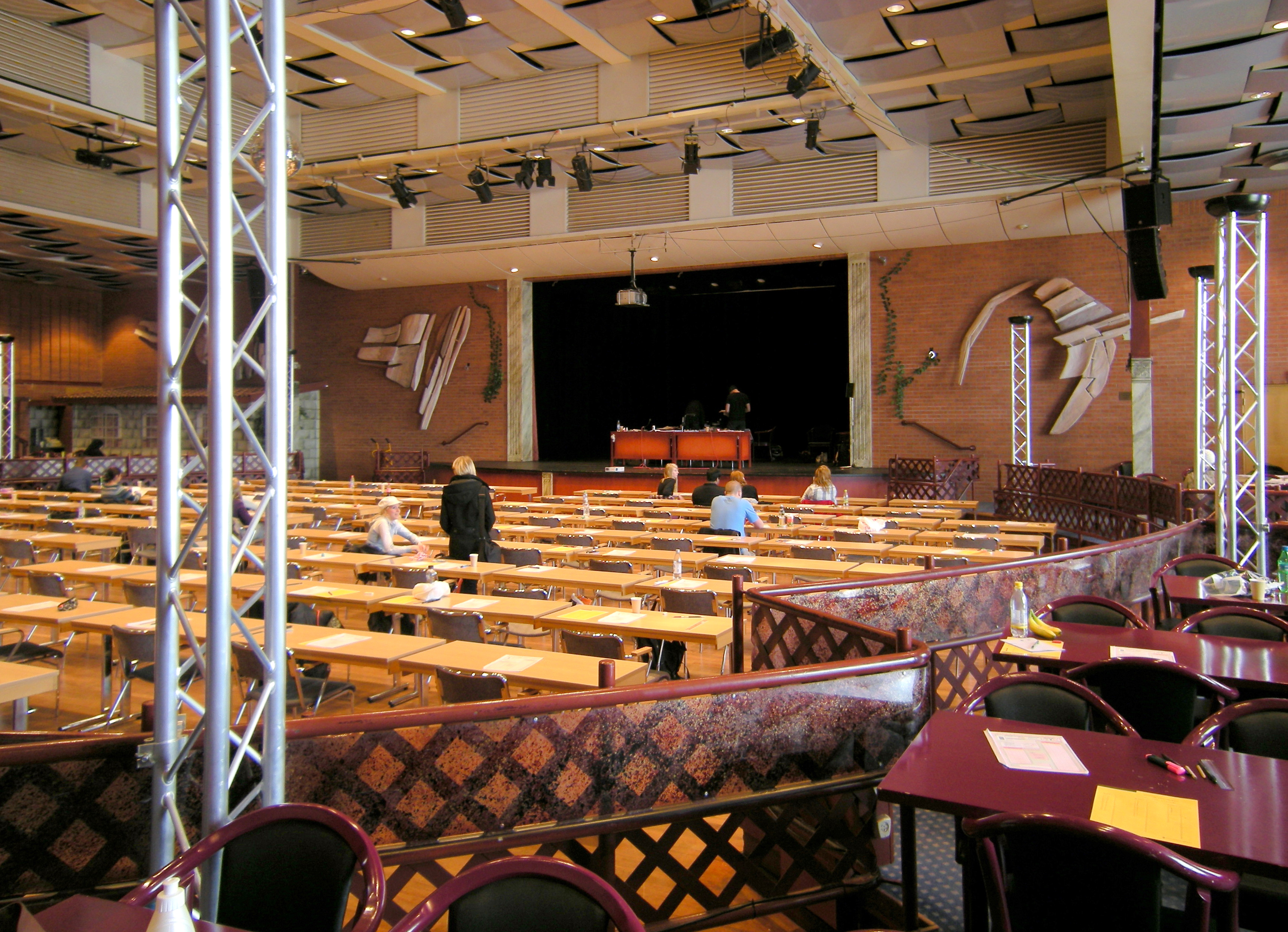
Provlokal under rast.

Högskoleprovet är ett svenskt nationellt urvalsprov som skall pröva kunskaper och färdigheter från grundskolan och gymnasieskolan som behövs vid högre studier, och rangordna provtagarna efter resultat. Resultatet från högskoleprovet utgör en särskild sökandekategori till utbildningar vid Sveriges högskolor, universitet och andra eftergymnasiala utbildningsinstitutioner. Provet kan därmed sägas ge presumtiva studenter en andra chans vid antagningen, vid sidan av slutbetyget från studier på gymnasienivå.
Provet hålls två gånger per år, en gång på våren och en gång på hösten. Vårprovet äger rum på en lördag i slutet av mars eller i början av april, medan höstprovet hålls i oktober. Från och med höstterminen 2018 har höstprovet, efter önskemål från främst sjundedagsadventister, givits på en söndag. 
Ett provresultat är giltigt till utgången av det kalenderhalvår som infaller åtta år efter provtillfället.
Provet är avgiftsbelagt och sedan våren 2022 öppet för den som fyller eller ska fylla 18 år samma kalenderår som provet genomförs. Även yngre personer som uppfyller vissa villkor kan få skriva provet. Under militär grundutbildning har man rätt att skriva provet kostnadsfritt (max två gånger och förutsatt att högskoleprovet sammanfaller med den militära grundutbildningen).
Ansvarig myndighet är Universitets- och högskolerådet (UHR), som 1 januari 2013 tog över vissa av det tidigare Högskoleverkets uppgifter.
Till stöd för utveckling och utvärdering av provets användning och kvalitet finns ett vetenskapligt råd, sammansatt av internationellt välrenommerad expertis inom relevanta områden.

## Historik
Antagning av studenter till universiteten i Sverige sköttes länge av de akademiska lärarna själva, ofta baserat på förhör eller rekommendationer, vilket innebar en hög grad av godtycke. Under 1800-talet skärptes kraven; gymnasiernas betygsättning blev mer likformig och fler skriftliga prov infördes. 1862 ersattes universitetens inträdesprövningar av en avgångsexamen vid gymnasierna, som 1905 fick namnet studentexamen.
Antagningstest för högskolan avskaffades helt på 1930-talet, då de ersattes av genomsnittsbetyg från läroverket, senare gymnasieskolan. Dåtidens måttliga konkurrens om studieplatser gjorde det mindre viktigt att rangordna sökande än att fastställa behörigheten.
Redan efter andra världskriget började konkurrensen om platserna till många högskoleutbildningar bli betydande, och den ökade än mer på grund av skolreformerna på 1950- och 60-talet, då antalet gymnasieelever växte snabbt.  Från mitten av 1960-talet fördes diskussioner om att bredda rekryteringen till eftergymnasial utbildning. I Kompetensutredningen 1965 föreslogs att återinföra antagningstest, som ett komplement till genomsnittsbetygen. Dels för att ge behöriga utan konkurrenskraftiga betyg "en andra chans" att antas till högskola, dels för att rangordna sökande som fyllt 25 år, hade minst fyra års arbetslivserfarenhet och kunskaper i svenska och engelska motsvarande 2-årigt gymnasium – den så kallade 25:4-regeln.

### Högskolereformen 1977
Det nuvarande högskoleprovet infördes 1977 i samband med högskolereformen. Provet utvecklades ursprungligen vid Umeå universitet under ledning av professor Sten Henrysson vid enheten för beteendevetenskapliga mätningar – som fortfarande håller i utveckling, provkonstruktion, utvärdering och analys av alla delprov utom det engelska läsprovet ELF, som konstrueras vid Göteborgs universitet.
Det allra första provtillfället inföll lördag 23 april 1977, och lockade 633 personer. Provet var inledningsvis kostnadsfritt och öppet för alla, men enbart 25:4:or kunde använda poängen för urval till studier. 1982 infördes en avgift för att få göra provet. Sedan 1991 är provet öppet för alla, och alla kan använda provresultatet vid ansökan.

### Antal provtagare
Anmälningsrekordet till ett enskilt provtillfälle är från vårterminen 2025 då 93 365 personer anmälde sig till högskoleprovet. Av de som anmäler sig till provet brukar cirka 90% också genomföra det. 
Deltagarantalet är vanligtvis större på vårterminens prov än på höstterminen.
I början av 1990-talet var det ungefär 130 000 personer per år som genomförde provet, med en topp våren 1992, då 93 123 personer gjorde provet. Provet minskade sedan i popularitet och åren 2002 och 2003 var antalet personer som genomförde provet omkring 60 000 per år. En ny topp kom på 2010-talet, med cirka 130 000 anmälda per år. Efter vårens prov år 2024 hade 3 662 791 prov skrivits av 1 858 987 unika personer.

### Inställt provtillfälle
Enda gången ett högskoleprovstillfälle ställts in var vårterminens provtillfälle 2020, som ställdes in med anledning av Coronavirusutbrottet 2019–2021. Istället anordnades två provtillfällen både våren 2021 och våren 2022.

## Provets delar
Högskoleprovet består från hösten 2011 av åtta delprov, samlade till två verbala och två kvantitativa provpass om vardera 55 minuter. De verbala passen innehåller uppgifter från ORD, LÄS, MEK och ELF. De kvantitativa innehåller uppgifter från XYZ, KVA, NOG och DTK. Ett femte provpass är ett så kallat utprövningsblock, som innehåller nya uppgifter som ska testas inför kommande prov. Provtagarna får inte veta i förväg vilket pass som innehåller utprövningsuppgifter.

### Kvantitativ del (40 + 40 uppgifter)
1. XYZ – 24 uppgifter – prövar förmågan att lösa matematiska problem inom områdena aritmetik, algebra, geometri, funktionslära och statistik.
2. KVA – 20 uppgifter – prövar förmågan att göra kvantitativa jämförelser inom områdena aritmetik, algebra, geometri, funktionslära och statistik.
3. NOG – 12 uppgifter – prövar förmågan att tänka logiskt med hjälp av matematiska problem.
4. DTK – 24 uppgifter – prövar förmågan att förstå och tolka diagram, tabeller och kartor.

### Verbal del (40 + 40 uppgifter)
1. ORD – 20 uppgifter – prövar förmågan att förstå ord och begrepp i det svenska språket.
2. LÄS – 20 uppgifter – prövar förmågan att förstå texter på svenska.
3. MEK – 20 uppgifter – prövar förmågan att sätta in ord och uttryck i ett sammanhang.
4. ELF – 20 uppgifter – prövar förmågan att förstå texter på engelska.

Sammanlagt innehåller provet sedan 2011 alltså 160 frågor (utprövningsfrågorna oräknade).

### Delprovens historia
1977–1980: De tidiga proven, från 1977, bestod av sex delprov: Ordkunskap (ORD – 30 uppgifter), Kvantitativa resonemang (NOG – 20 uppgifter), Läsförståelse (LÄS – 30 uppgifter), Diagram, tabeller och kartor (DTK – 20 uppgifter), Allmänorientering (AO – 30 uppgifter) samt Studietekniska färdigheter (STUF – 20 uppgifter) – totalt 150 uppgifter, som skulle klaras av på 3 timmar och 50 minuter.
1980–1991: LÄS-delen minskades 1980 från 30 till 24 uppgifter (och totalen till 144).
1992–1996: I samband med att provet öppnades för alla ersattes STUF-delens 20 uppgifter med ett delprov i engelsk läsförståelse (ELF – 24 uppgifter), vilket gav sammanlagt 148 uppgifter.
1996–2011: Delprovet i allmänorientering (AO – 30 uppgifter) plockas bort, delvis efter kritik för att ha varit alltför slumpmässigt. ORD-delen utökades från 30 till 40 uppgifter och NOG från 20 till 22, medan LÄS- och ELF-proven minskades från 24 till 20 uppgifter, vilket resulterade i att det sammanlagda antalet uppgifter nu stannade vid 122 – oräknat det extra delprov med utprövningsuppgifter som hädanefter ska ingå i provet (utan att inräknas i resultatet).
Nu introducerades också andra rutiner för utprövning av nya uppgifter. Dittills hade nya uppgifter testats i separata prov anordnade för gymnasieelever, vilket hade nackdelen att dessa inte kunde förutsättas vara fullt ut motiverade att göra ett prov de inte själva hade någon direkt nytta av. Från 1996 utprövas nya uppgifter istället som en del av det reguljära provet, där provtagarna – som inte får veta vilka delprov som "räknas" och vilka som är utprövningar – kan förväntas vara fullt motiverade, varför testvärden bör ge mer tillförlitliga data om uppgifternas svårighetsgrad.
2011– : Hösten 2011 introducerades en ny, större revidering av provet. Tre nya delprov introducerades: Meningskomplettering (MEK – 20 uppgifter), Matematisk problemlösning (XYZ – 24 uppgifter), samt Kvantitativa jämförelser (KVA – 20 uppgifter). Delprovet ORD halverades från 40 till 20 uppgifter, NOG minskades från 22 till 12 uppgifter, medan DTK utökades från 20 till 24 uppgifter. Delprovet LÄS fick fortsatt 20 uppgifter, men två av de fem texter som används kortades betydligt.
Det sammanlagda antalet uppgifter ökade således från 122 till 160, varav hälften i en "verbal" del och hälften i en "kvantitativ" del.
2019– : Hösten 2019 prövade ett mindre antal universitet och högskolor att vikta sökandes resultat på högskoleprovet, dvs. att låta någon av delarna – kvantitativ eller verbal – att väga tyngre vid ansökan till vissa civilingenjörsutbildningar.

## Resultat
Tidigare har facit till högskoleprovet publicerats en timme efter provets slut på studera.nu, SVT:s text-tv samt i tidningar som Dagens Nyheter. Sedan hösten 2016 publiceras officiella facit istället några dagar efter provdagen på studera.nu.

### Normering
Antalet rätt på provet kallas "råpoäng". Dessa "normeras" till en skala från 0,00 till 2,00, med steg om 0,05 poäng. Omkring 0,1 % av provtagarna tilldelas 2,00, vilket är det bästa resultatet. Vanligtvis krävs cirka 150 poäng av 160 för att få 2,00. Den genomsnittliga normerade poängen för testet ligger vanligen på knappt 0,90 och standardavvikelsen är cirka 0,40, vilket resulterar i att ungefär två tredjedelar av testtagarna får ett resultat i intervallet 0,50–1,30 och att 95 % får ett resultat mellan 0,20 och 1,70.
Den normerade poängen är det resultat man använder för att söka utbildningar med. 
De officiella normeringstabellerna för det specifika provet släpps vanligen fyra veckor efter provet. Det individuella normerade resultatet – poängen – presenteras i regel en vecka efter normeringstabellerna och kan hämtas på högskoleprovets anmälningssida.
Sedan vårterminen 2017 är inga provresultat från högskoleprovet såsom det var utformat innan 2011 längre giltiga för antagning.

### Avvikelser
Män får i genomsnitt något bättre resultat än kvinnor på högskoleprovet, motsvarande omkring 0,1 poäng på den normerade skalan. Detta skiljer sig från skolbetygen, där kvinnor i genomsnitt får ca 10 procent bättre resultat.
Även om den ursprungliga tanken med högskoleprovet var att öppna högskolan för bredare grupper har detta endast delvis blivit resultatet. I allmänhet klarar sig svenska män med välutbildade föräldrar bättre, och snedfördelningen anses större än för slutbetygen från gymnasieskolan.

### Medelvärde per högskoleenhet

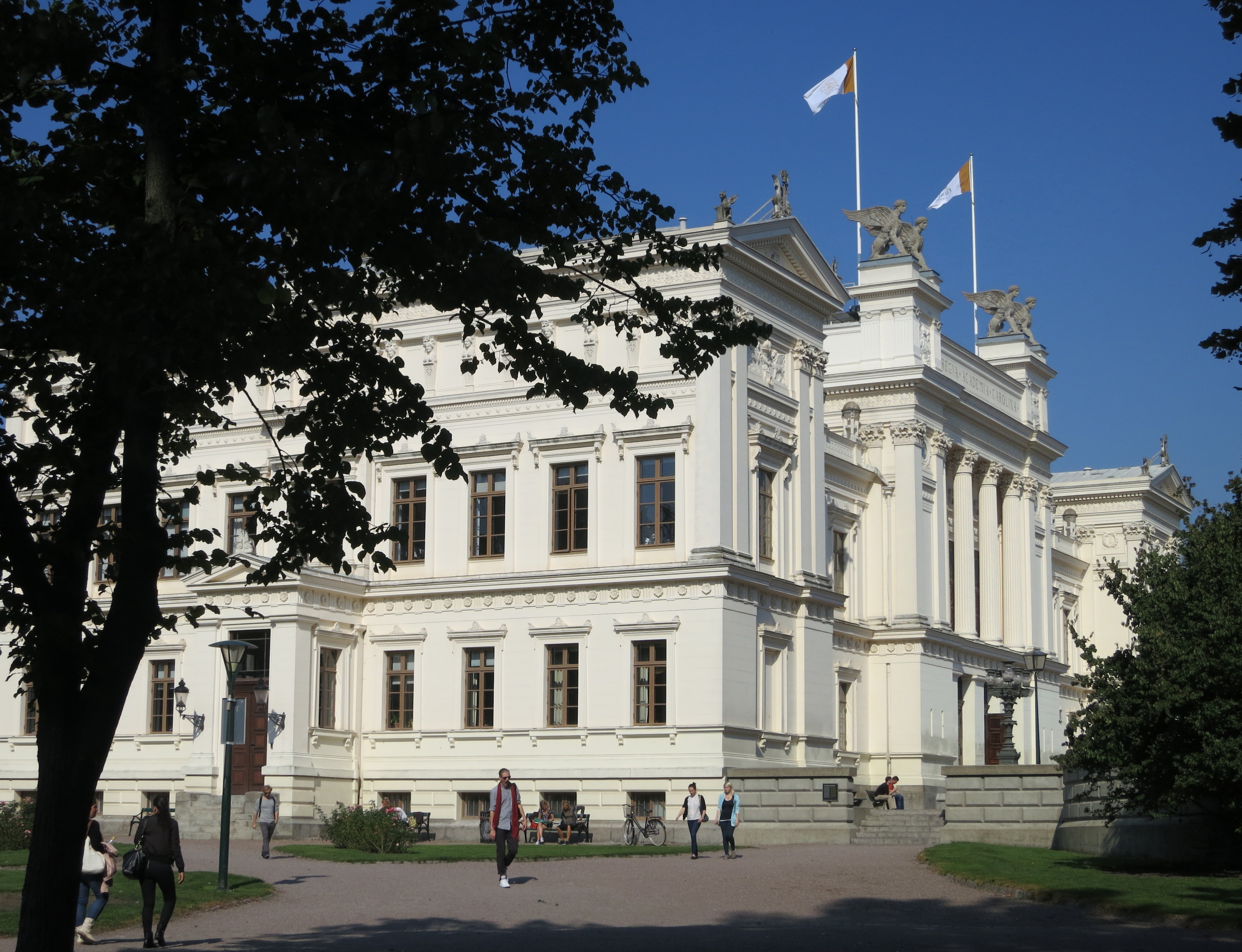
Lunds universitet, en av provanordnarna.

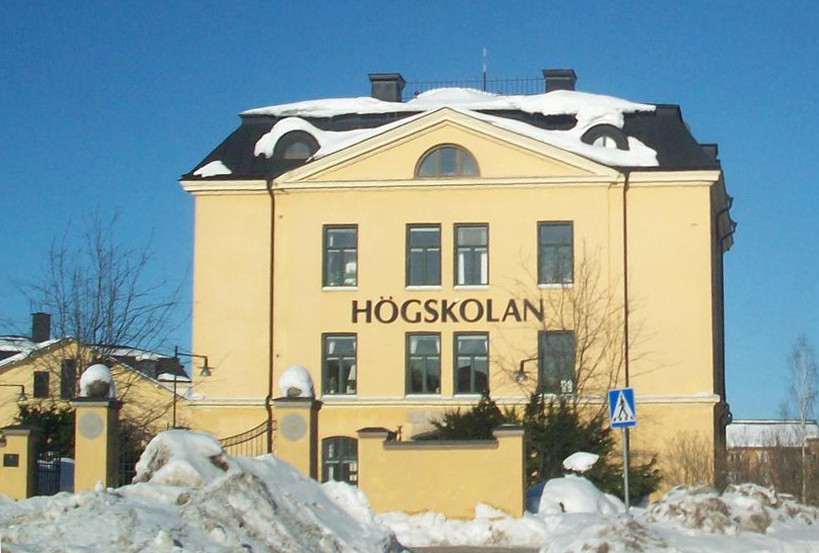
Högskolan i Skövde.

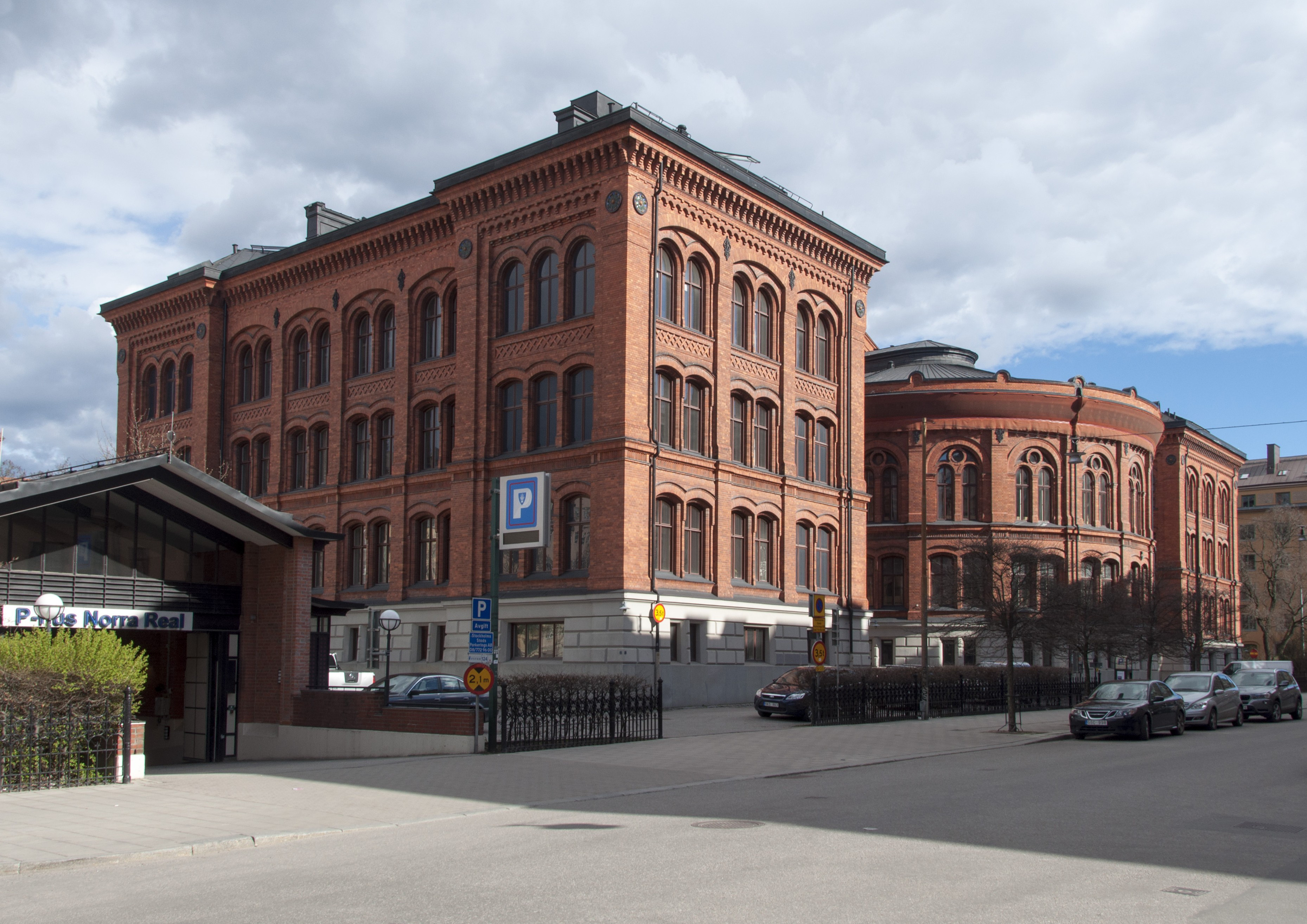
Norra Real, en gymnasieskola tillhörande provsamordnaren Stockholms universitet.

Statistiken nedan visar medelresultat för de som skrev provet vid respektive högskoleenhet (i huvudsak motsvarande län) den 21 oktober 2017. Medelvärdet för samtliga provdeltagare var 0,88.
| Högskoleenhet     | Medelvärde |
| ----------------- | ---------- |
| Uppsala           | 0,96       |
| Umeå              | 0,93       |
| Stockholm         | 0,91       |
| Göteborg          | 0,90       |
| Luleå             | 0,89       |
| Linköping         | 0,88       |
| Lund              | 0,88       |
| Dalarna           | 0,87       |
| Borås             | 0,86       |
| Mittuniversitetet | 0,86       |
| Halmstad          | 0,85       |
| Högskolan Väst    | 0,84       |
| Jönköping         | 0,83       |
| Blekinge          | 0,82       |
| Karlstad          | 0,82       |
| Kristianstad      | 0,82       |
| Skövde            | 0,81       |
| Örebro            | 0,77       |
| Mälardalen        | 0,76       |
| Gävle             | 0,75       |

### Rekord
Från det att högskoleprovet gjordes allmänt tillgängligt 1991 till och med våren 2024 (vilket motsvarar drygt 60 provtillfällen) har endast 13 personer klarat samtliga uppgifter. Den yngsta som uppnått en normerad poäng på 2,00 var en flicka, 15 år och 5 månader gammal vid provtillfället. Flest antal 2,00-prov – sjutton stycken – hade efter hösten 2018 en man född 1956 . Mesta provtagare är Sirkka-Liisa Kyläkoski, som skrev sitt första högskoleprov hösten 1983, uppnådde maxpoängen 2,00 våren 2007, och våren 2019 gjorde provet för 62:e gången.

## Anmälan och förberedelser
Anmälan till provet sker på webbplatsen hogskoleprov.nu, som administreras av Universitets- och högskolerådet (UHR).
Då en relativt hög andel av högskole- och universitetsstudenter får sin plats tack vare högskoleprovet har det blivit vanligt att förbereda sig inför provet. Samtliga tidigare prov är offentliga. De senaste årens prov finns tillgängliga digitalt på Universitets- och högskolerådets webbplats, Studera.nu. Detta har gjort självstudier med hjälp av gamla prov populärt. Utöver detta finns det en rad företag som erbjuder kurser och kompendier som underlättar förberedelser, samt ett antal böcker som kan köpas hos bokhandlare eller lånas på bibliotek. Det finns även ett flertal mobilapplikationer som är skräddarsydda för att öva inför högskoleprovet.

## Kontroverser kring högskoleprovet
Under provdagen den 31 mars 2012 läckte fyra av orden till det fjärde provpasset ut på internetforumet Flashback 18 minuter innan denna provdel skulle startas. Orden var: kortege, placebo, cellofan och bohemisk. Detta medförde att Högskoleverket senare strök dessa fyra ord från provet.

### Organiserat fusk
Hösten 2015 uppmärksammades misstänkt organiserat fusk på högskoleprovet i SVT-programmet Dold, som under hösten 2016 och januari 2017 följde upp granskningen i en serie TV-dokumentärer där det avslöjades hur fusket genomförts i praktiken. 
Universitets- och högskolerådet svarade med ett förslag på åtgärder för att stävja fusket, vilket bland annat resulterat i en lagändring så att den som använder otillåtna hjälpmedel kan stängas av från provet under två år. Varje form av fusk på provet kan numera bestraffas med böter eller fängelse upp till sex månader . Den första fällande domen för fusk på högskoleprovet kom i februari 2018, då Svea Hovrätt dömde en man till 50 dagsböter för att ha använt otillåtna hjälpmedel under provet.
I samband med provdagen 14 april 2018 genomförde Ekobrottsmyndigheten i samverkan med Polisen tillslag på flera platser i landet, både utanför provlokaler och mot enskilda personers bostäder, bland annat i Norrköping, där flera personer häktades som misstänkta för grovt skattebrott, grovt bokföringsbrott och medhjälp till grovt osant intygande, som del av organiserat fusk . 
Den 26 oktober 2018 väckte Ekobrottsmyndigheten åtal vid Norrköpings tingsrätt mot ett 30-tal personer för organiserat fusk på högskoleprovet åren 2015–2018 . Den 17 januari 2019 kom tingsrättens dom . De tre huvudåtalade bakom den så kallade "HP-hjälpen" – en man (född 1992) från Norrköping, hans bror (född 1995) och en man (född 1997) från Skåne – döms för bland annat grovt skattebrott, grovt bokföringsbrott, grovt penningtvättsbrott och medhjälp till (grovt) osann försäkran till 6 år, 5 år respektive 3 år och sex månaders fängelse. Dessutom döms brödernas far till 1,5 års fängelse för medhjälp till osann försäkran, medan fyra andra personer fick villkorliga domar och böter för bland annat penningtvätt. Tingsrätten beslutade också att döma personer som köpt "fuskhjälp" till villkorlig dom och böter . Utöver dessa fall har ytterligare omkring 200 fall med anknytning till "HP-hjälpen" varit under utredning av UHR för misstänkt fusk.
I juni 2019 beslöt Göta Hovrätt att rättegången måste tas om, sedan domaren bedömts ha gjort uttalanden som ansågs innebära jäv.
Den 8 april 2020 föll så domarna i den andra rättegången. De huvudåtalade dömdes återigen, men nu något mildare: Den äldre Norrköpingsbon till 3,5 år, hans yngre bror till 2 år, och skåningen till 2 år och sex månader. De får dessutom näringsförbud i 4 år och sex månader, och ska betala miljonbelopp i skatt för vinsterna från brotten. Fadern och en 32-årig kvinna fick båda villkorliga domar. Tingsrätten bestämde samtidigt påföljden för 23 provskrivare som utnyttjat fusket till villkorlig dom och böter.

### Högskoleprov för behörighet
Efter uppgifter om betygsinflation och glädjebetyg bland gymnasieskolor beslutade Handelshögskolan i Stockholm 1 februari 2024 att införa ett krav på att – utöver sedvanliga behörighetskriterier – ha gjort högskoleprovet med ett normerat provresultat på minst 1,25 (av maximala 2,0). De senaste fyra provomgångarna hade 14,2 procent av provtagarna fått resultat över 1,25. De nya behörighetskraven börjar gälla för sökande till höstterminen 2025. 